# Rachid Kram
Rachid Kram, född 5 april 1963, är en algerisk friidrottare. Han deltog vid olympiska sommarspelen 1988.